# Johann Luif
Johann Luif (ur. 12 lipca 1959 w Eisenstadt) – austriacki wojskowy, generał porucznik, od maja do czerwca 2019 minister obrony.

## Życiorys
Absolwent Terezjańskiej Akademii Wojskowej. Kształcił się także w Landesverteidigungsakademie, resortowej akademii obrony narodowej. Ukończył również studia z zakresu nauk politycznych. Od 1977 związany z austriackimi siłami zbrojnymi, awansując do stopnia generalskiego. Zajmował też wyższe stanowiska urzędnicze w resorcie obrony. Od 2003 do 2017 był komendantem wojskowym kraju związkowego Burgenland. Brał w międzyczasie udział w międzynarodowych operacjach pokojowych. Był zastępcą dowódcy sił NATO w Kosowie (2011–2012) i dowódcą sił Unii Europejskiej w Bośni i Hercegowinie (2014–2016). W 2017 stanął na czele dyrekcji sztabu generalnego, a w 2018 dodatkowo mianowany zastępcą szefa sztabu generalnego.
22 maja 2019 powołany na ministra obrony w rządzie Sebastiana Kurza. Zastąpił na tej funkcji Maria Kunaska, odwołanego w związku z rozpadem koalicji i przekształceniem rządu w gabinet przejściowy do czasu przedterminowych wyborów. Pełnił tę funkcję do 3 czerwca 2019, odchodząc wówczas wraz z całym gabinetem.